# إيالة شهرزور
إيالة شهرزور (بالكردية: ئەیالەتی شارەزوور‏) هي إحدى إيالات الدولة العثمانية والتي تغطي اليوم إجزاء من أراضي فيما يعرف اليوم بكردستان العراق.

## التاريخ[2][3]
عندما احتل العثمانيون المنطقة عام 1554، قرروا ترك حكم المنطقة للقادة الأكراد، لذلك لم تدمج مباشرة في النظام الإداري العثماني. كان المحافظون أعضاء في العشائر الكردية، ونادرًا ما كانت هناك حاميات عثمانية في المقاطعة.
في القرنين الثامن عشر والتاسع عشر، أصبحت الإيالة تحت سيطرة عشيرة بابان. تمكن أفراد هذه العشيرة من الحفاظ على حكمهم من خلال ضمان أمن الحدود المتقلبة للدولة العثمانية مع إيران في مقابل استقلال شبه كامل. سُمي سنجق بابان الذي يضم بلدة كركوك على اسم العائلة.
اعتبر البابان أمراء أردالان الأكراد الذين سيطروا على الأجزاء الإيرانية من كردستان، منافسين طبيعيين لهم، وفي عام 1694 غزا سليمان بك إيران وهزم مير أردلان. بعد عام 1784، نقل البابان عاصمتهم إلى مدينة السليمانية الجديدة والتي سميت على اسم مؤسس الأسرة.
في عام 1850 انتهى حكم البابان أخيرًا، ووضعت المنطقة تحت السيطرة المباشرة لمحافظ بغداد في عام 1862. ومع ذلك أدى سقوط إمارة البابان إلى تدهور العلاقات بين العشائر، ولم تنته الفوضى الناتجة إلا مع ظهور عشيرة كردية أخرى، وهي عائلة البرزنجي، في أوائل القرن العشرين.

## سناجق الإيالة
قسمت إيالة شهرزور إلى عدد من السناجق 
1. أربيل
2. كسنان
3. جبل حمرين
4. صباح
5. زنجير
6. بيكاس
7. قلعة غازي
8. تيلتاري
9. رودين
10. باك
11. أبرومان
12. شهرزور